# Dorus Witte
Pour les articles homonymes, voir Witte.
 (décembre 2018).
Si vous disposez d'ouvrages ou d'articles de référence ou si vous connaissez des sites web de qualité traitant du thème abordé ici, merci de compléter l'article en donnant les références utiles à sa vérifiabilité et en les liant à la section « Notes et références ».
Dorus Witte est une actrice néerlandaise, née le 26 octobre 1996 aux Pays-Bas. Elle est la fille de l’acteur Leopold Witte.

## Filmographie

### Films
- 2011 : Gooische Vrouwen (nl) de Will Koopman : Annabel Lodewijkx
- 2012 : De vloer op jr. (nl) : Diverse rôles
- 2013 : Spijt! de Dave Schram : Vera
- 2014 : Gooische Vrouwen 2 (nl) de Will Koopman : Annabel Lodewijkx

### Court métrage
- 2015 : Elle est belle de Joren Molter

### Séries télévisées
- 2005-2009 : Jardins secrets (Gooische Vrouwen) : Annabel Lodewijkx (32 épisodes)
- 2015 : SpangaS : Josefien
- 2015 : 4Jim : Nelleke (2 épisodes)
- 2016 : Flikken Rotterdam (nl) : Lara van Dijk
- 2016 : De Fractie (nl) : Nathalie Leusingh